# Musikhus Elværket
Musikhus Elværket er et koncert- og spillested i Holbæk, indrettet i et tidligere kommunalt elværk opført i 1911. Det fungerede som elværk indtil 1967, hvor den sidste jævnstrøm blev sendt ud, derefter fungerede det som kommunalt forsyningsselskab indtil 1 april 1970, da der blev overtaget af nordvestsjællands Elektricitetsforsyning (N V E) i Svinninge. Først i 70'erne var der lagerfunktion for gas og vandforsyning.
I slutningen af 70'erne gik en række musikforeninger og kulturgrupper sammen med Holbæk Kommune om at etablere et medborgerhus i Elværket. Elværket fungerede herefter som medborgerhus indtil 1996, hvor det blev overdraget til Holbæk Kommunale Musikskoles administration med henblik på etablering af et rent musikhus.
Resultatet blev Musikhus Elværket – også kendt som Rytmisk Center Holbæk.
Elværket er et af Nordvestsjællands store spillesteder. Det bruges primært til koncerter med rytmisk musik, men huset benyttes også til foredrag, messer, konferencer, o.lign.
Holbæk Jazzklub holder til på husets 1. sal, hvor der forefindes en intimscene, som bl.a. bruges til jazzkoncerter, jamsessions, osv.